# Eusimonia wunderlichi
Eusimonia wunderlichi är en spindeldjursart som beskrevs av Kraepelin 1899. Eusimonia wunderlichi ingår i släktet Eusimonia och familjen Karschiidae. Inga underarter finns listade i Catalogue of Life.